# جامع الهنتاتي
جامع الهنتاتي هو جامع تونسي يقع غرب مدينة تونس العتيقة في تونس العاصمة، وتحديدا في سوق اللفة والذي يسمى أيضا سوق الجرابة، الذي يحتوي أتباع الإباضية.

## المكان

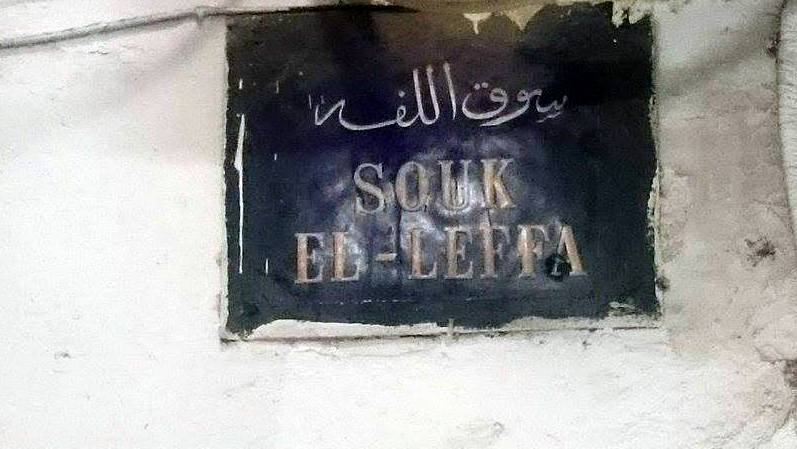
لوحة الشارع التي تخص سوق اللفة.

يقع الجامع في 88 سوق اللفة.

## التسمية

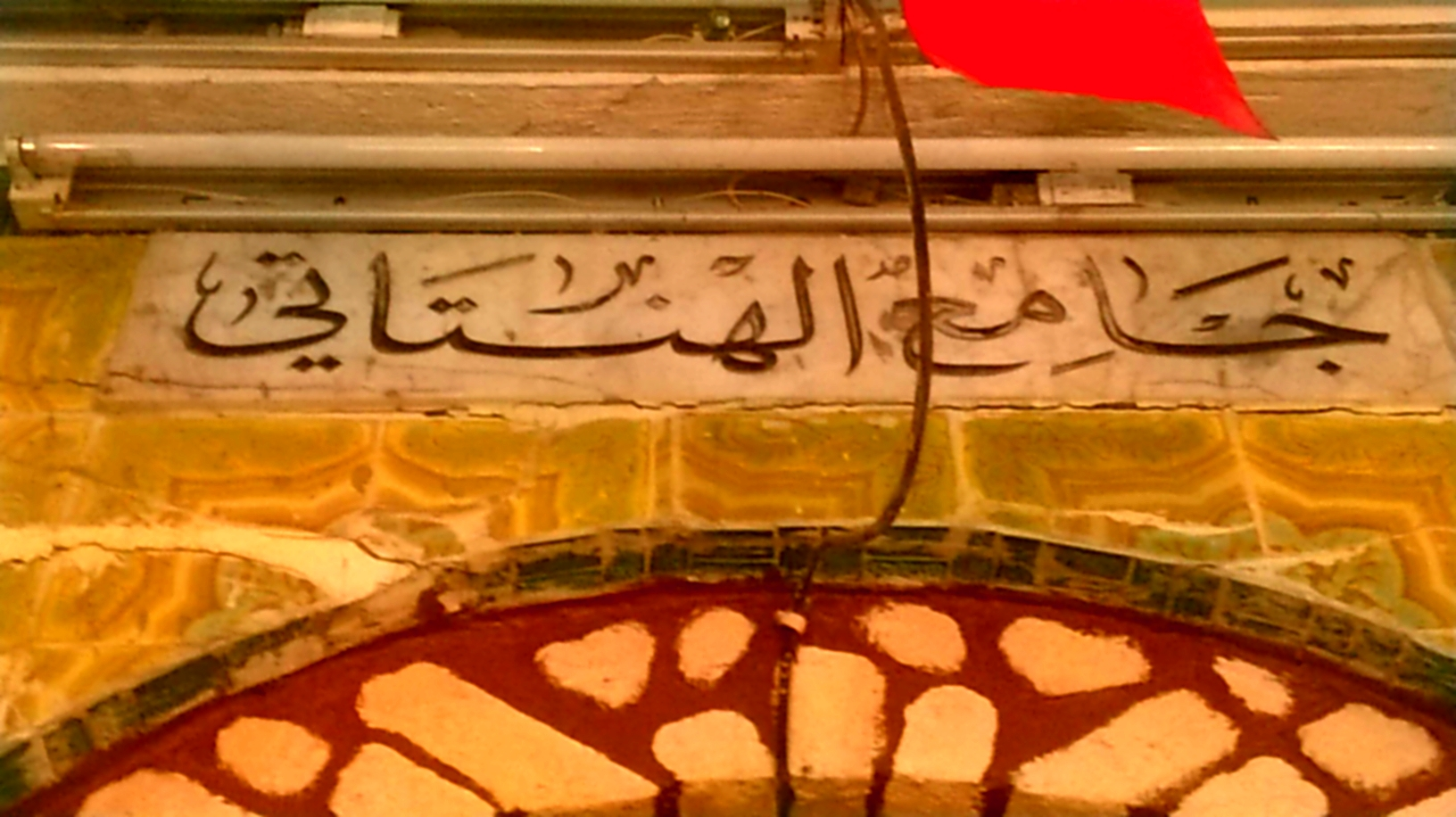
لوحة رخامية تبين اسم المسجد فوق المدخل.

حسب ابن خلدون، فإن كلمة الهنتاتي ترجع لهنتاتة، وهي قبيلة أمازيغية مصمودية والذي زعيمها هو أبو حفص عمر بن يحيى الهنتاتي، وهو سابع أمير حفصي لإفريقية.

## التاريخ
تم بناء الجامع أثناء الحكم الحفصي أين توسع المذهب الإباضي في تونس العاصمة، والمتمركز اليوم أساسا في جزيرة جربة.

## مقالات ذات صلة
- مساجد مدينة تونس